# Le Miroir magique
Pour les articles homonymes, voir Le Miroir magique (homonymie).
Le Miroir magique est le dernier ballet de Marius Petipa. Pièce en 4 actes et 7 tableaux, sur une musique d'Arseni Korechtchenko d'après un poème d'Alexandre Pouchkine, Le Conte de la princesse morte et des sept chevaliers, elle est inspirée des frères Grimm. Le ballet a été représenté pour la première fois au théâtre Mariinsky de Saint-Pétersbourg, le 9 février 1903. Le livret est basé sur le conte de Blanche-Neige.

## Histoire
Petipa lui-même écrit dans son journal que ce ballet fut un fiasco, la première ayant été huée à cause de la scénographie jugée indigente de l'artiste du groupe des « Décadents », Alexandre Golovine, et de la musique de Korechtchenko. C'est peut-être ce qui décida le tout nouveau directeur des Théâtres impériaux, Vladimir Teliakovski, à refuser le scénario suivant, La Romance du bouton de rose et du papillon, ballet qui ne sera jamais représenté. Petipa note qu'il s'agit sans doute d'un complot de Mlle Kschessinska, vexée que le maître de ballet n'ait pas prononcé de discours à la mort de son père, et prétexte pour se ranger du côté des modernes avec le colonel Teliakovski qui voulait faire souffler un vent de renouveau aux Ballets impériaux.

## Distribution originelle
- La Princesse : Mathilde Kschessinska
- Le Prince : Serge Legat
- La Reine : Marie Petipa
- Le Roi : Pavel Gerdt
- La Nourrice : Nadejda Petipa
- Le Magnat polonais : Josef Kschessinski
- Les suivantes de la Princesse : Anna Pavlova, Lioubov Iegorova
- Les compagnons du Prince : Mikhaïl Oboukhov, Mikhaïl Fokine

## Argument

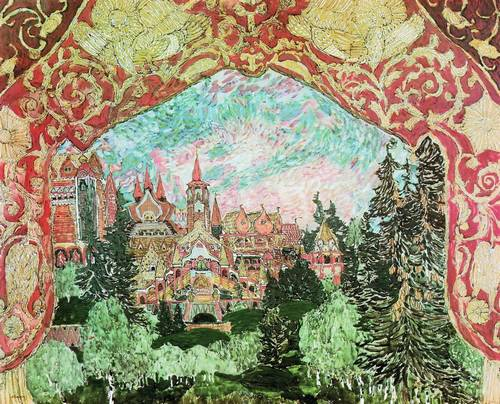
Décor de Golovine.

La Reine reçoit en cadeau du Roi un miroir magique qui montre qui est la femme la plus belle du royaume. La Reine est comblée d'aise lorsque le miroir lui montre son reflet prouvant qu'elle est la femme la plus belle du royaume. Mais un jour, le miroir montre le reflet de sa belle-fille, la Princesse. Furieuse, la Reine nourrit un plan pour se débarrasser de sa belle-fille, ordonnant à la Nourrice de la tuer. Mais celle-ci emmène la jeune fille dans la forêt sous le prétexte de cueillir des myosotis, en vérité pour la cacher, car les myosotis ne poussent pas dans la forêt. La Nourrice révèle tout à la jeune fille puis s'enfuit. La Princesse trouve refuge dans la chaumière des Nains. La Nourrice sous la menace de la Reine finit par lui avouer où se trouve sa belle-fille. La Reine déguisée en paysanne la rejoint et lui fait manger une pomme empoisonnée qui apparemment devrait la tuer, mais en partant la Reine oublie son fichu. Revenant de leur labeur, les Nains constatent que la Princesse est comme morte et pleins de chagrin la font reposer dans un cercueil de verre. Le Prince, qui cherchait sa bienaimée arrive, brise le cercueil de désespoir, ce qui fait sortir le morceau de pomme empoisonnée de la gorge de la Princesse qui aussitôt revient à la vie et se jette dans les bras du Prince. Les Nains donnent ensuite le fichu au Roi, la Reine désavouée par sa servante avoue sa faute et tombe raide morte. Le Prince et la Princesse se fiancent au château.

## Reprise
Une nouvelle version est reprise au Théâtre du Bolchoï à Moscou chorégraphiée par Alexandre Gorski et jouée trente-six fois entre 1905 et 1911, puis retirée du répertoire.